# Château de Colmar-Berg
Le château de Colmar-Berg (en luxembourgeois : Schlass Bierg, en allemand : Schloss Berg) est la résidence principale de la famille grand-ducale du Luxembourg. Il est situé dans la localité de Colmar-Berg, dans le centre du Luxembourg, près du confluent des rivières Alzette et Attert.

## Histoire
La propriété des bois du château de Berg fut acquise par la famille royale néerlandaise en 1845, lorsque celle-ci est encore propriétaire, à titre privé et héréditaire du grand-duché de Luxembourg. Le roi Guillaume II des Pays-Bas, à cette époque grand-duc de Luxembourg, acheta le château et la propriété adjacente dans le but de se doter d'une résidence officielle sur le territoire luxembourgeois. La propriété fut achetée à la famille Pasquier et en 1848 reconnue comme la résidence officielle du grand-duc de Luxembourg au Grand-Duché.
Avec l'indépendance du Luxembourg du royaume des Pays-Bas en 1890, le château de Berg devint propriété de la reine Wilhelmine des Pays-Bas, qui le vendit à son cousin le grand-duc Adolphe de Luxembourg en 1891. En 1906, le grand-duc Guillaume IV de Luxembourg démolit l'ancien château dans le but d'en construire un plus moderne dessiné par les architectes allemand et luxembourgeois Max Ostenrieder et Pierre Funck. Les travaux commencèrent en 1907 pour finir le 9 septembre 1911.
Le krach de 1929 eut pour conséquence de grandes difficultés économiques pour la famille grand-ducale. La grande-duchesse Charlotte de Luxembourg céda au gouvernement le château de Berg et le palais grand-ducal du Luxembourg afin de maintenir l'argent public au palais. La famille grand-ducale les a utilisés comme appartements de fonction comme le reconnaît l'article 44 de la Constitution luxembourgeoise.
Durant la Seconde Guerre mondiale, le château fut occupé par les troupes allemandes, période durant laquelle le château subit de graves dommages parmi ses œuvres d'art les plus importantes. Pour sa part, le palais (dans la ville de Luxembourg), durant la période 1940‑1944, fut utilisé comme centre d'éducation pour étudiantes luxembourgeoises. La plus haute autorité politique nazie, à la suite de l'annexion du Luxembourg au Troisième Reich, préféra ne s'établir ni au château de Colmar-Berg, ni au palais grand-ducal, mais au siège de l'Arbed (actuel siège social d'Arcelor Mittal). De retour au grand-duché à la fin de la guerre, la grande-duchesse Charlotte n'habite plus à Colmar-Berg et s'installe au château de Fischbach jusqu'à son décès en 1985.
Après la guerre, le château fut soumis à un important processus de restauration qui se termina en 1964, pour l'accession au trône du grand-duc Jean de Luxembourg, qui s'y installe. Depuis 1964, le château est la résidence du souverain en exercice. Après l'abdication de 2000, le grand-duc Jean quitte le château de Colmar-Berg et s'installe au château de Fischbach, laissant Colmar-Berg au nouveau grand-duc Henri.